# Соево олио
Соевото олио (наричано още соево масло), е органичен продукт, растително масло, получена чрез обработката на зърната на соята (Glycine max).

## Състав
Средно съдържание на мастни киселини в соевото олио (%): 51—57 линоленова киселина; 23—29 олеинова киселина; 4,5—7,3 стеаринова киселина; 2,5—6 палмитинова киселина; 0,9—2,5 арахинова киселина (ейкосанова киселина); до 0,1 хексадеценова киселина; 0,1—0,4 миристинова киселина.

## Кулинарни качества
Соево олио се използва за готвене, като в последните години се превръща в предпочитана мазнина, предимно от хора които търсят по-здравословен начин на хранене, подобно на зехтина и фъстъченото олио.
Процесът за извличане на мазнина от соя се извършва чрез пресоване, предимно на жълта соя. След като е извлечено суровото соево олио, то се рафинирана и пречиства, преди да се превърне в краен продукт, който представлява бистра жълта мазнина, на външен вид приличащ на почти всяко растително масло.
Соево олио често се смесва с други масла, като по този начин се добива микс за готвене и овкусяване, чиято цена е по-ниска, и по този начин се цели за стане масов продукт в супермаркетите.
|                                              | Общо мазнини | Наситени мазнини | Мононенаситени мазнини | Полинаситени мазнини | Точка на задимяване |
| Втвърдена растителна мазнина (хидрогенирана) | 71 g         | 23 g             | 8 g                    | 37 g                 | 182 °C              |
| Слънчогледово олио                           | 100 g        | 10 g             | 20 g                   | 66 g                 | 232 °C              |
| Соево олио                                   | 100 g        | 16 g             | 23 g                   | 58 g                 | 232 °C              |
| Фъстъчено олио                               | 100 g        | 17 g             | 46 g                   | 32 g                 | 232 °C              |
| Зехтин                                       | 100 g        | 14 g             | 73 g                   | 11 g                 | 216 °C              |
| Свинска мас                                  | 100 g        | 39 g             | 45 g                   | 11 g                 | 188 °C              |
| Околобъбречна лой                            | 94 g         | 52 g             | 32 g                   | 3 g                  | 200 °C              |
| Краве масло                                  | 81 g         | 51 g             | 21 g                   | 3 g                  | 177 °C              |